# Glypta lata
Glypta lata là một loài tò vò trong họ Ichneumonidae.